# Morašice (ort i Tjeckien, Pardubice, lat 49,93, long 15,71)
Morašice är en ort i Tjeckien.   Den ligger i regionen Pardubice, i den centrala delen av landet, 90 km öster om huvudstaden Prag. Morašice ligger 293 meter över havet och antalet invånare är 545.
Terrängen runt Morašice är platt åt nordost, men åt sydväst är den kuperad. Runt Morašice är det ganska glesbefolkat, med 25 invånare per kvadratkilometer. Närmaste större samhälle är Pardubice, 12,7 km norr om Morašice. Omgivningarna runt Morašice är en mosaik av jordbruksmark och naturlig växtlighet.